# Genaro Herrera
Genaro Ernesto Herrera Torres, también citado como Jenaro Herrera (Moyobamba, provincia litoral de Loreto (hoy departamento de San Martín), 8 de abril de 1861-Lima, 14 de abril de 1941) fue un escritor, periodista, investigador, explorador, cartógrafo, abogado y narrador peruano. Es uno de los máximos representantes de la narrativa amazónica del siglo XX, sus obras más importantes son Apuntes históricos sobre la fundación del apostadero y ciudad de Iquitos publicado en 1907, y Leyendas y Tradiciones de Loreto publicado en 1918, esta última es considerada la base de la historia contemporánea amazónica.

## Inicio
Realizó sus estudios primarios y secundarios en su ciudad natal Moyobamba, en su juventud decidió irse a Lima y postular a la Universidad Nacional Mayor de San Marcos en derecho donde conoció a Ricardo Palma, también sirvió como voluntario en la defensa de Lima durante la Guerra del Pacífico. Su primer trabajo fue ejercer el título de Juez de Moyobamba, cargo que se le fue impuesto luego de rehusarse a ser juez en Huaraz según el propio Herrera la selva debía también debería tener derecho a la justicia, siguió ejerciendo el cargo de juez en otras ciudades amazónicas hasta 1895. En 1907 durante todo el año publica en Iquitos diversas obras como: Comandancia General de Maynas, apuntes históricos y geográficos, Almanaque Loretano Comercial, Los caucheros (apuntes sociológicos y económicos) un clima calumniado, Plantas útiles del departamento de Loreto. Durante su estadía en Iquitos y Lima trabajó para diversos diarios como periodista y redactor de artículos; En Lima trabajó para el diario El Ateneo y en Iquitos fundó El Loreto Comercial durante su carrera como redactor de artículos aprovechó siempre en escribir poemas y publicarlos en dichos diarios, el diario que más poemas contiene de Herrera es El Loreto Gráfico. Fue teniente alcalde de Iquitos en el año de 1913 y terminado su gobierno se retiró a Lima donde murió el 14 de abril de 1941.<re f>San Martín y sus literatos</ref>

## Obras

### Publicadas en vida
- Comandancia General de Maynas, apuntes históricos y geográficos.
- Almanaque Loretano Comercial.
- Los caucheros (apuntes sociológicos y económicos) un clima calumniado.
- Plantas útiles del departamento de Loreto.
- Leyenda y Tradiciones de Loreto.

### Publicación póstuma
- Loretanos Célebres durante la República.
- Apuntes históricos sobre la fundación del apostadero y ciudad de Iquitos.
- La exploración de Carlos María La Condamine al Amazonas.
- El proceso de la independencia de la añeja, lejana y extraña provincia de Maynas.
- El patriotismo de la mujer peruana en la primera etapa de nuestra emancipación política.
- Historia de las calles de la ciudad de Lima e Iquitos.
- Monografía Geográfica – Financiera – Industrial e Histórica acerca del departamento de Loreto.
- Monografía Geográfica – Financiera – Industrial e Histórica acerca del departamento de Lambayeque.
- Monografía Geográfica – Financiera – Industrial e Histórica acerca del departamento de San Martín.
- Bibliografía de loretanos ilustres a través del tiempo.
- Diccionario de loretanos ilustres a través del tiempo.
- Diccionario de loretanismos, estudio lexicográfico.
- Bibliografía loretana.
- Cartografía loretana.